# 독일 전함 비스마르크
비스마르크(독일어: Bismarck)는 제2차 세계 대전 당시의 나치 독일 해군 최대의 전함으로 알려져 있다(실제로 독일 전쟁해군 최대의 전함은 비스마르크의 자매함인 티르피츠). 비스마르크급 전함의 네임쉽(Name Ship)이며, 함명은 독일 통일의 주역인 오토 폰 비스마르크를 기리기 위해 붙여졌다.

## 전력과 특징
설계는 1934년에 시작했으며, 배수량은 애초에 영국과 합의되어 공표한 설계 배수량 39,000톤을 넘어간 실제 배수량은 42,600톤까지 증가시켰다. 독일은 대외적으로 비스마르크호의 배수량을 39,000톤으로 공시했으나, 건조 후의 실제 배수량은 50,995톤이었다. 비스마르크호 이전에 세계 최대의 배수량을 지닌 전함은 48,650톤의 HMS 후드(영국)였으나, 첫 출항에 나선 비스마르크에 의해 단 한발만에 격침되었다.
1936년 7월 1일에 독일 함부르크의 블롬 + 포스 회사에서 설계와 건조를 시작해 1939년 2월 14일에 진수되었고, 추가 무장을 부착한 뒤 1940년 8월에 취역했다.

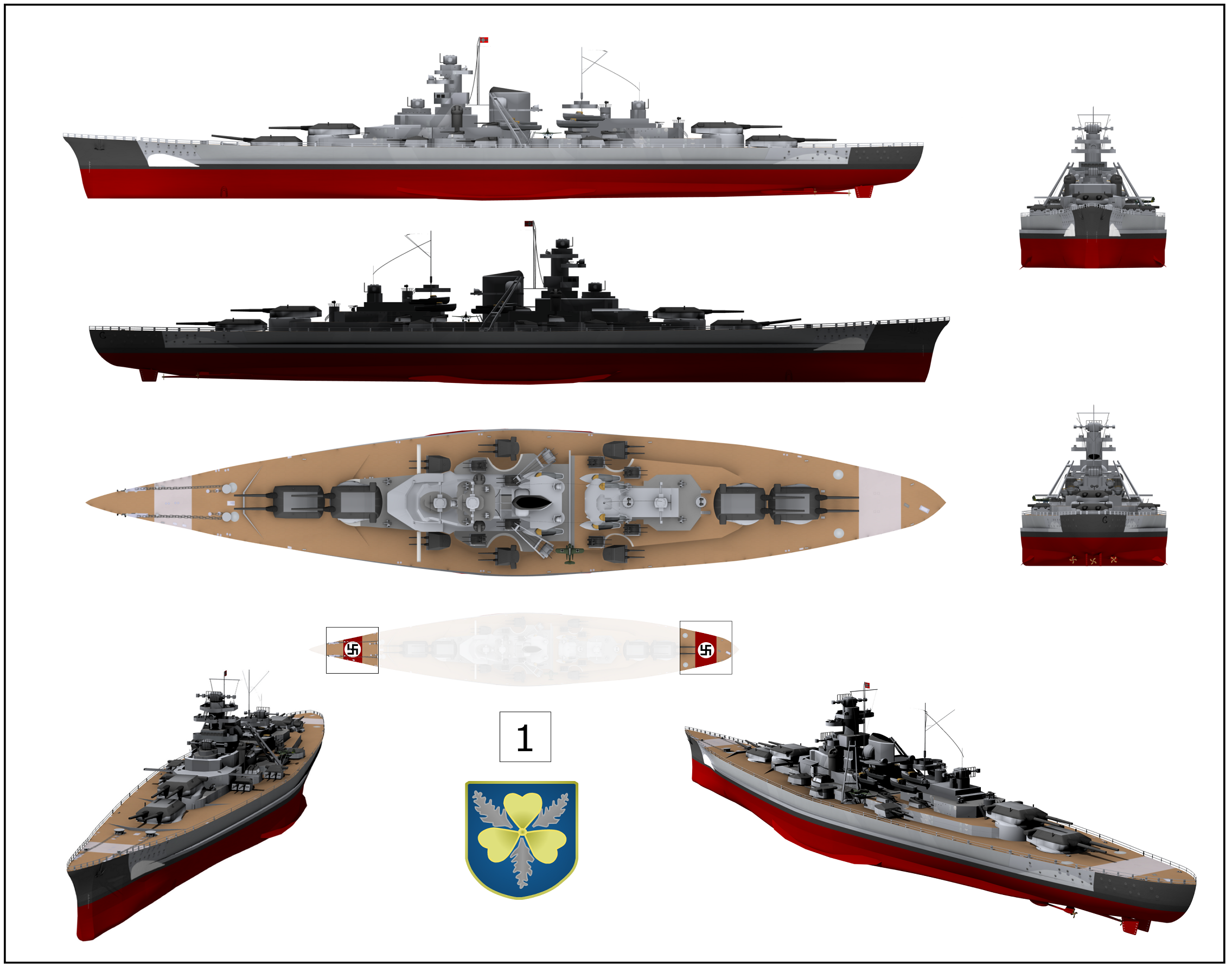
비스마르크호의 컴퓨터 그래픽

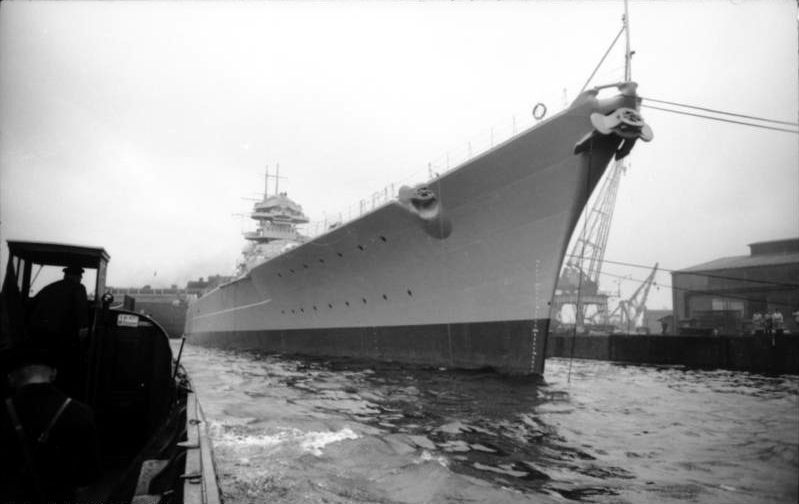
1940년 함부르크에 있는 비스마르크.

배수량만을 보고 따진다면 당시 세계 최대 크기의 전함이었으나 대공 사격 관제나 장갑판의 배치, 승무원 숙련도 등에 문제가 많아 일반적으로 말하는 '세계 최강의 전함'은 아니었다고 여겨진다. 왜냐하면, 비스마르크는 설계에서 원거리 포격전에 대한 방어를 고려하지 않았기 때문이다. 이는 제1차 세계 대전에서 활약한 바덴급 전함의 설계를 계승하고 있기 때문에 발생한 문제로, 그 때문에 비스마르크는 원거리 포격전에는 불리하고 근거리 포격전에는 유리한 전함이었다.
바덴급 전함의 설계를 계승한 이유로는 발트 해를 들 수 있다. 독일 해군의 활동 해역은 주로 시야가 좋지 않은 발트 해를 주축으로 하기 때문에, 근거리 포격전이 발생하는 경우가 많았기 때문이다. 하지만, 이러한 설계는 이미 제1차 세계 대전에서 부정되었다. 결국, 독일 해군은 제1차 세계 대전의 패전 경험을 차세대 전함 설계에 유용하게 살리지 못한 것이다.

## 전투와 격전, 그리고 침몰

### 라인 연습 작전
영국의 보급선을 끊기 위한 연습 작전(Unternehmen Rheinbung)은 처음에는 정규전함 비스마르크, 중순양함 프린츠 오이겐, 순양전함 사른호르스트(Scharnhorst)와 그나이제나우(Gneisenau)와 함께 참전할 예정이었다. 즉, 전함 1척, 중순양함 1척, 순양전함 2척으로 구성된 강력한 함대였던 것이다. 이 함대가 작전에 성공할 경우, 연합군은 대서양 재해권을 그대로 빼앗기는 것이 되었다.
그러나, 작전 참가 직전에 샤른호르스트는 기관 고장으로 인해 브레스트 항구에 남을 수밖에 없었으며 그나이제나우는 영국 뇌격기의 공격으로 터빈이 손상되어 수리하기 위해 항구에 머무를 수밖에 없었다(이 수리에는 6개월을 필요로 했다). 이 때문에, 원래 전함 1척과 중순양함 1척, 순양전함 2척으로 구성되었던 함대는 전함 1척과 중순양함 1척으로 전력이 줄어들었다.
비스마르크 전대는 1941년 5월 18일에 출항했다. 그러나 이 전대의 출항은 영국 해군이 탐지하고 있었다. 스카케라크 해협에서 발각되었고, 또한 스웨덴 해군 소속 순양함 고트란트가 발견한다. 고트란트는 몇 시간 동안 비스마르크를 추격했지만, 스카케라크 해협 통과 직후 비스마르크가 속도를 증가시키면서 고트란트를 손쉽게 따돌려 버렸다.
스웨덴 해군은 이를 영국군에게 통보했다.
비스마르크 전대는 결국, 영국 공군의 정찰기에게 발각된다. 이 조종사는 노르웨이에서 영국 본토까지 직항로로 날아가다 연료 부족으로 런던 근교에 불시착하자 지나가던 차를 총으로 위협해 빼앗아 운전해가며 영국 해군 본부에 보고를 했고, 이 정보에 따른 조치를 영국이 취하던 중 5월 21일에는 영국 해군 순양함 HMS 노포크(Norfolk)와 HMS 서포크(Suffolk)가 비스마르크를 발견한다. 영국 함대는 순양전함 HMS 후드(Hood), 전함 HMS 프린스 오브 웨일스(Prince of Wales), 항공모함 HMS 빅토리아스를 주력으로 하고 있었다.
1941년 5월 19일.
02:00시, 비스마르크와 프린츠 오이겐은 폴란드의 정박지에서 출항했다.
뤼첸스는 모르고 있었지만, 두 군함의 출항은 영국 해군이 이미 탐지하고 있었다.

5월 23일
저녁 19:22시, 독일 함대는 이들을 경계하기 위해 덴마크 해협을 초계 중이던 중순양함 HMS 노포크와 서포크에 발각되었다.
노포크와 서포크는 비스마르크와의 접촉을 잃지 않으면서 추적을 했고, 나머지 함선들은 덴마크 해협에서 T자 가로지르기를 하기 위해 전속력으로 항해 중이었다.
그러나, 비스마르크의 레이다가 노포크(또는 서포크)를 잡아냈고, 비스마르크 함상에는 전투배치 명령이 하달되었다.
20:30시, 인터콤에서는 에른스트 린데만 함장의 명령이 방송되었다.
"Feind in Sicht an Backbord, Schiff nimmt Gefecht auf" (적이 시야에 들어왔다. 발포하라!)
비스마르크는 총 6발을 쏘았지만, 워낙 거리가 먼 데다가 레이다로만 간신히 잡히는 정도였기 때문에 타격은 주지 못했다. 비스마르크는 포탄을 발사할 때 생긴 진동으로 레이다가 박살났고, 이에 따라 뤼첸스 제독은 프린츠 오이겐을 비스마르크의 선두에 세워 레이다 초계를 제공하라고 명령해야만 했다.
밤 사이, 린데만 함장은 뤼첸스 제독에게 노포크와 서포크에 대한 발포 허가를 요구했고, 뤼첸스는 이를 허가했다. 비스마르크의 함미 측 함포 4문은 밤 사이 노포크와 서포크가 잡힐 때마다 발포하였다.

### 덴마크 해협 해전

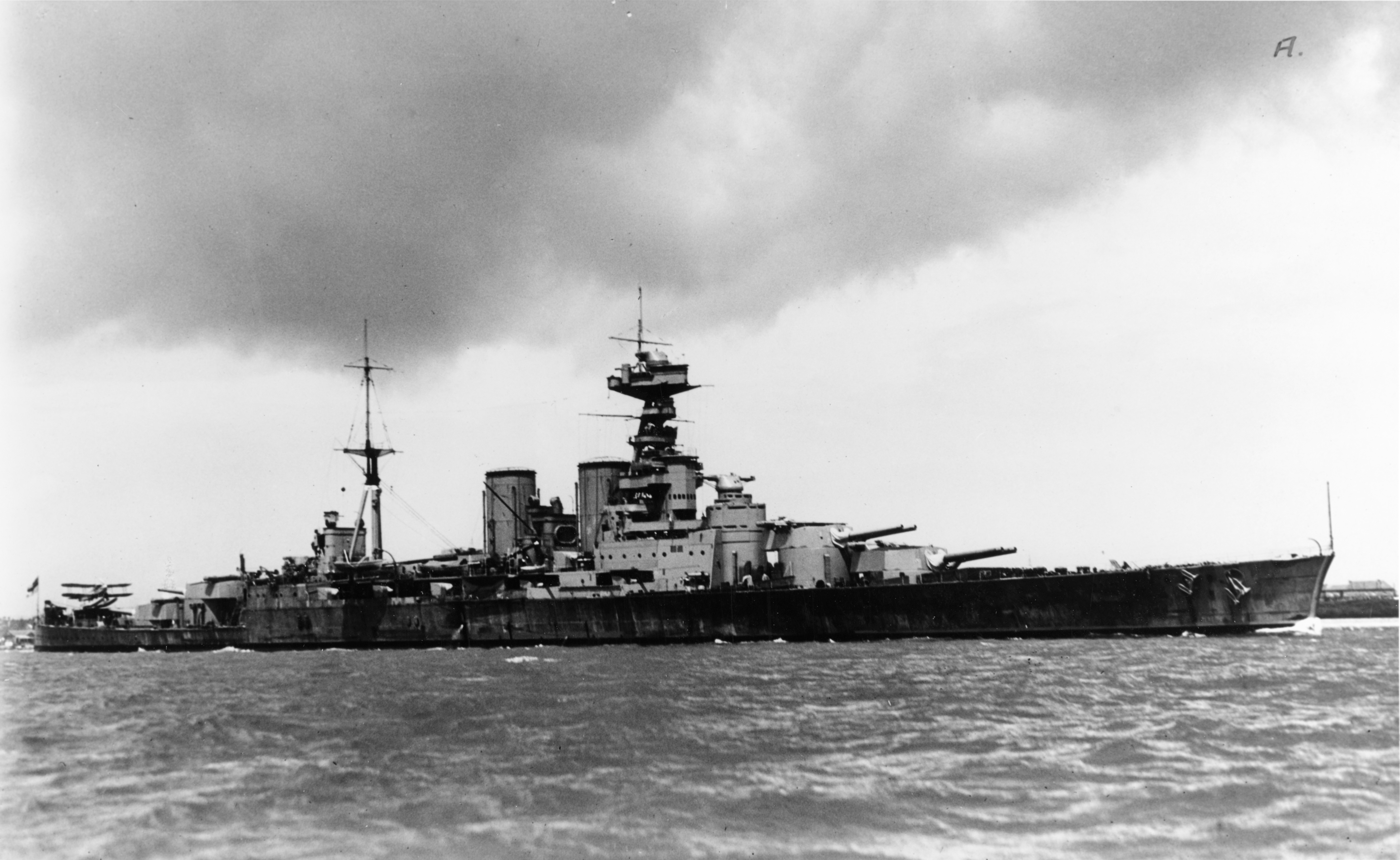
영국 순양전함 HMS 후드 (1930년대초)

1941년 5월 24일 이른 아침에 프린츠 오이겐과 함께 덴마크 해협을 통과하고 있던 비스마르크에 순양전함 HMS 후드와 프린스 오브 웨일스로 이루어진 영국 전대가 남쪽에서 접근했다. 이때 프린스 오브 웨일스의 관측병이 한 말이 기록되었다. "젠장, 더럽게 크구만."
- 05:30경, 프린츠 오이겐의 한 장교가 멀지 않은 곳에서 두 척의 대형 군함의 엔진 소음이 감지된다고 보고하였지만 함교에서는 군함을 발견하지 못한다. 프린츠 오이겐의 헬무트 브릭만 함장은 별다른 명령을 내리지 않았지만 비스마르크 함장 에른스트 린데만은 뭔가 심상치 않다고 판단하고 전투배치를 명령한다.

- 05:45, 비스마르크는 좌현 방향으로 5도 변침한다. 이때 영국군은 앞서가던 프린츠 오이겐을 발견한다. 그 직후 독일군도 영국군을 발견한다.

하지만 포격전이 바로 발생하지는 않았다.
- 05:49, 비스마르크는 다시 변침하였다. 홀랜드 중장은 영국 함대가 비스마르크를 상대로 'T자 가로지르기'를 할 수 있게 하기 위해 전속력으로 항해 중이었다.

그러나 독일군이 밤 사이 수차례 변침을 하고 증속까지 하는 바람에 홀랜드의 계산은 빗나갔다.
- 05:52, 후드가 프린츠 오이겐과 거리가 가까워짐에 따라, 약 23,000m의 거리를 둔 위치에서 포격을 개시한다. 포탄은 프린츠 오이겐의 우현 측 뱃머리 근처에 떨어졌다.

- 05:54, 영국군이 포격을 계속하던 중, 프린츠 오이겐의 뒤쪽에서 비스마르크가 홀연히 나타난다. 그때까지 영국군은 프린츠 오이겐을 비스마르크로 오인하고 있었다. 영국군은 급히 표적을 비스마르크로 돌려보려 했다.

- 05:55, 포격은 계속해서 이어졌으나, 루첸스 중장은 응사하라는 명령을 내리지 않았다. 그의 임무는 '수송선 파괴'였고, 만약 여기에서 전투를 벌이게 되어 배가 파손되면 수리를 위해 돌아가야 하므로 임무는 끝나는 셈이었다. 그러나 몇 분간 기다리다가 포술 장교 아달베르트 슈나이더 소령이 "Frage Feuererlaubnis?"(Permission to open fire?/발포할까요?)하고 묻자,
 함장 에른스트 린데만 대령은 "Ich lasse mir doch nicht mein Schiff unter dem Arsch wegschießen. Feuererlaubnis!"(I am not letting my ship get shot out from under my arse. Open fire!/내 전함이 포탄에 맞게 할 수는 없다. 발포하라!) 약 20,300m 거리에서 포격을 개시했다. 포탄은 첫 발부터 후드를 아슬아슬하게 비껴갔다.

- 05:57, 비스마르크의 일제사격으로 발사된 6발 중 1발이 후드의 대공포가 집중된 갑판 한가운데에 떨어진다. 탄약이 열기로 인해 발화하는 바람에 갑판은 불지옥으로 변해버렸고, 갑판에 있던 수병들은 그 자리에서 화장을 당하였다.

- 05:58, HMS 후드에 승선한 랜슬롯 홀랜드 중장은 상갑판이 불타오르는 와중에도, 더 이상의 '내려 쏘기'를 맞아서 후드의 얇은 상갑판이 뚫려버리는 최악의 위험을 감수하지 않기 위해 급히 변침해서 거리를 좁혀보려 했다. 그러나, 비스마르크는 이미 홀랜드의 예상 밖의 위치에서 후드를 포격하고 있었다. 이 때문에 홀랜드 중장의 계산은 틀렸고, 이 때문에 후드는 비스마르크의 사정권에 정확하게 들어왔다.

- 05:59, 비스마르크 또는 프린츠 오이겐이 일제사격했다. 이번에는 포탄 1발이 사격통제실 위쪽 마스트를 정확히 궤뚫었다. 마스트는 불타오르기 시작했다.

- 06:01, 교전을 시작한지 6분 후, 비스마르크가 약 17,000m 거리에서 일제사격했다. 그 중 1발이 후드에 명중했다. 명중한 포탄은 후드의 상갑판을 그대로 뚫고 지나가 탄약고에서 폭발했다. 화약이 발화되어 연쇄 폭발이 일어났고, 굉음과 함께 선체가 뒤틀렸다. 잠시 후 엄청난 폭발과 함께 후드는 두 동강이 났다. 후드는 3분만에 침몰했으며, 승무원 1415명 중, 생존자는 3명이었다.

그 후, 킹 조지 5세는 사령탑이 포격당해 함장 외 1명을 제외한 사령탑 장교와 부사관 전원이 사망했으며, 흘수선 아래에 비스마르크의 주포 세 발이 맞아서 침수가 시작되었다. 킹 조지 5세는 급하게 연막을 살포한 후 도주하였다. 비스마르크도 프린스 오브 웨일스에서 발사한 주포 세 발이 명중하여 2,000톤의 해수가 유입되고 있었다. 린데만 함장은 더 이상의 작전 수행이 불가능하다고 판단하였고 루첸스에게 보고하였다. 루첸스는 이를 보류하기로 하고 한동안 항해를 계속하라고 명령한다. 하지만 항로 변경은 어차피 불가피한 상황이었다.

### 비스마르크 추격전
HMS 후드 (HMS Hood) 침몰 소식에 영국 해군은 동원 가능한 거의 모든 함선을 비스마르크 침몰에 집중하기로 한다. 본국 방어 함대는 물론, 지중해 함대 소속인 순양 전함 HMS 리나운 (HMS Renown)과 항공모함 HMS 아크 로열 (HMS Ark Royal)까지 불러 온다. 한편 비스마르크는 킹 조지 5세에 의해 연료 탱크가 손상되어 프린츠 오이겐과 헤어져 먼저 프랑스로 향하게 된다. 비스마르크는 곧바로 프랑스로 향했고, 프린츠 오이겐은 본래 임무를 마저 수행하려 했으나 엔진 고장으로 결국 한 척의 수송선도 공격하지 못한 채 귀환한다.
- 24일 22:00, 영국 해군 항공모함 HMS 빅토리어스 (HMS Victorious)로부터 소드 피쉬 뇌격기 9대가 발진한다. 계속적으로 비스마르크를 감시하고 있던 순양함 HMS 노포크가 위치를 통보하고 있었기 때문이다. 2시간 후에 소드 피쉬 뇌격기 9대는 비스마르크를 발견해 공격을 개시한다. 그러나 이 공격은 어뢰 1기를 명중시키는 것에 그쳤다. 장갑대에 맞은 어뢰 때문에 1명이 충격으로 인해 날아가 죽었으며, 이는 비스마르크의 첫 사상자였다. 그러나 비스마르크의 장갑이 상당히 두꺼운 탓에, 구조적인 피해는 아예 없었고, 연료밸브가 충격으로 인해 잠겨 기관이 멈춘 것 이외에는 별 문제는 생기지 않았다. 린데만 함장은 기관장에게 시동을 다시 걸라고 명령하였고, 1분 뒤 비스마르크는 다시 전속력으로 운항하기 시작한다.

- 5월 25일 03:00, 비스마르크가 영국 해군 중순양함 HMS 서포크의 수색 레이다에서 이탈해 영국 해군의 시야에서 벗어난다. 하지만, 뤼첸스 제독이 전투 상세보고를 위해 독일 해군 본부에 발신했기 때문에, 다시 위치가 발각되었다.

린데만 함장과 루첸스 제독은 영국 함대가 혹시 모를 U-보트의 기습 공격에 대비해서 지그재그 항로로 운항한다는 사실을 알고 있었다.
이 점을 이용해서 비스마르크와 영국군의 거리가 최대가 되었을 때, 두 지휘관은 우현 쪽으로 크게 변침하여 영국 함대를 중심으로 한 바퀴 선회한 뒤 프랑스 쪽으로 다시 향해 나아갔다.
이 때문에 정찰기들은 비스마르크를 놓쳐버리고, 토비 제독의 함대는 비스마르크와 정반대쪽으로 향해 가는 상황이 되었다.
- 5월 26일 10:30, 비스마르크를 찾기 위해 수색중이던 영국 해군 함정이 프랑스 서쪽 해상에서 비스마르크를 발견한다. 하지만 이때 영국 주력함대는 비스마르크로부터 북방 240km 떨어진 지점에 있었기 때문에 비스마르크를 따라잡는 것은 불가능한 일이라고 판단되었다. 결국, 영국 해군은 항공모함에 의한 격침을 생각하게 된다.
  - 비어 중위(기체 번호:2P)가 발사한 어뢰가 비스마르크 좌현 중앙부에 명중한다. 소량의 침수가 발생한다.
  - 포셋 대위(기체 번호:2B)와 파티슨 중위(기체 번호:2A) 중 하나가 발사 했다고 생각하는 어뢰가 비스마르크 우현 후부에 명중한다. 그 바람에 방향키 하나가 날아가고 하나는 완전히 틀어져버려 키가 12번으로 고정되어 버렸다. 함저에 생긴 파손부위로부터 대량의 침수가 시작되었으며 추진기에 의한 조타를 실시하는 관계로 속도를 7노트 이상 낼 수 없게 되었다. 결국 항해에 치명적인 지장을 초래하였다.
  - 덧붙여서 비스마르크의 대공포화에 의해서 3기가 공격을 단념했다.

- 21:30, 바람과 풍향, 파도로 인해 표류해간 비스마르크는 경순양함 HMS 세필드에서 14,000m에 위치하였음을 함장이 발견했기 때문에 포격을 개시한다. 포탄에 얻어맞아 손상을 입은 경순양함 세필드는 추격이 불가능해진다.

### 구축함에 의한 추적
- 22:00, 영국 해군의 지시에 따라 바이안 대령이 인솔하는 제4구축 함대(구축함 코사크, 마오리, 시크, 즈루, 비오룬)가 경순양함 세필드 좌현에 나타난다.

- 22:38, 구축함 비오룬이 비스마르크를 발견하여 제4구축 함대가 추적을 시작한다.

- 22:42, 비스마르크가 약 13,000m 떨어진 위치인 구축함 비오룬에 대고 포격하였다.

- 23:10경, 비스마르크의 포탄이 구축함 비오룬에 명중해, 비오룬은 연막을 치고 도주한다. 그 후 제4구축 함대의 다른 3개 함선도 비스마르크로부터 공격을 당해 모두 도주하게 된다.

- 5월 27일 00:30경, 조직적인 공격이 무리라고 판단한 바이안 대령은 제4구축 함대에 함선 단위로 비스마르크에게 어뢰 공격을 명령한다.

- 01:21, 구축함 즈루가 약 4,500m의 거리에서 비스마르크에게 어뢰 공격 시도를 했으나 에른스트 린데만 함장은 비스마르크를 지그재그 형태의 항로로 운항시켜 회피기동을 실시하였고, 비스마르크는 모든 어뢰를 피해나갔다..

- 01:37, 구축함 마오리가 조명탄을 발사한 후 비스마르크에게 6발의 어뢰를 발사하지만 비스마르크는 이를 16분 전처럼 전부 회피한다. 그러나 비스마르크는 배를 잠시 정지시킨다.

- 02:30, 비스마르크가 5노트 정도의 속도로 이동을 재개한다. 제4구축 함대는 영국 해군의 지시에 따라 조명탄에 의한 추격을 개시한다. 그러나 비스마르크의 정확한 사격에 의해 03:00경에 조명탄 발사를 중지한다.

- 03:35, 구축함 코사크가 비스마르크에게 약 4,000m 거리에서 어뢰를 발사했으나 빗나간다.

- 04:00경, 제4구축 함대는 비스마르크를 놓쳐버린다.

- 05:50, 구축함 마오리가 다시 비스마르크를 발견하게 된다. 또한, 시크도 비스마르크를 발견한다.

- 06:00, 구축함 비오룬이 연료가 부족하게 되어 추적을 중지한다.

- 06:40, 구축함 마오리가 비스마르크에게 약 4,200m 거리에서 어뢰 공격을 실시하나 린데만 함장은 이를 계속 피해나갔다.

### 침몰

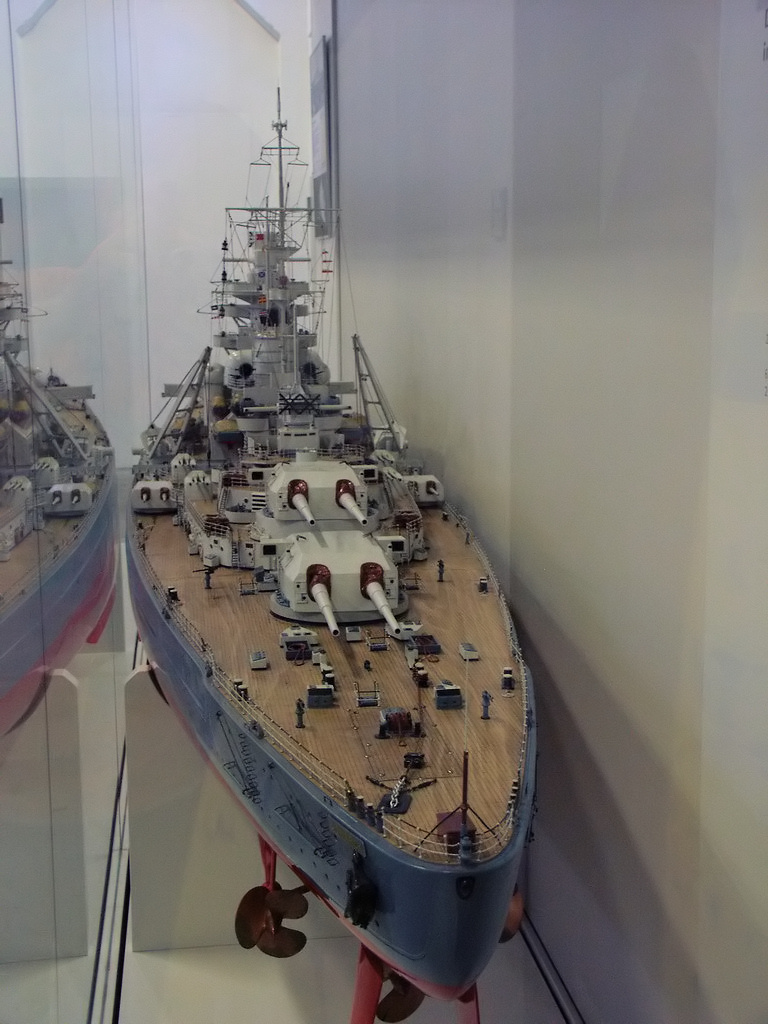
독일 연방군 박물관의 모형

5월 27일, 영국 해군 전함 HMS 킹 조지 V (HMS King George V)와 HMS 로드니(HMS Rodney), 중순양함 HMS 노포크(HMS Norfolk) 및 HMS 도셋셔(HMS Dorsetshire)와의 88분간의 격전으로 인해 비스마르크는 약 400발의 포탄과 3발의 어뢰 공격을 받았다. 잔여 연료도 공격을 회피할 만큼은 없었기 때문에 비스마르크는 자침을 선택한다. 비스마르크는 오전 10시 40분에 침몰한다. 덜시치어는 무슨 이유인지 몰라도 늦게까지 기다렸다가 승무원 구조에 임했지만, U-보트가 접근하자 구조를 단념했다. 결국 승무원 2,200여 명 중 구조된 사람은 114명이었다.
다행히, 비스마르크에 있어서, 영국 함대가 근거리 포격전으로 시종일관 했기 때문에 원거리 포격전은 발생하지 않았다.
침몰 원인은 아직 불분명하다. 어뢰 3발에 명중되어 침몰했다는 설과 자침했다는 설이 대립하고 있는데, 어뢰 3발을 맞기 직전까지만 해도 내부의 방탄벽은 거의 관통당하지 않았다는 사실이 확인되었다. 하지만 함선의 양 끝 부분에는 방탄벽이 존재하지 않는다는 점을 감안하면, 어뢰로 인해 심각한 손상을 입은 비스마르크가 자침을 선택했고, 그로 인해 침몰이 가속화된 것으로 보인다.
2,200여 명의 승무원 중 114명만이 구조되었으며, 이 중 권터 뤼첸스 제독과 에른스트 린데만 함장은 없었다.

## 발견
비스마르크의 선체는 1989년 6월 8일에 발견되었다. 발견자는 타이타닉 호의 탐사를 수행한 고고학자 로버트 발라드이다. 비스마르크는 프랑스 해안 서쪽 650킬로미터 4,700미터의 해저에 있는 것으로 알려졌다. 함체 분석 결과 포격과 수뢰의 타격에 의한 광범위한 파괴와 자침을 위해 열린 구멍도 확인되었다. 발라드는 타이타닉의 경우에 발표 후 발생된 유품 등의 도난을 우려해 정확한 장소는 발표하지 않았다.

## 동급 전함
- 티르피츠
- 비스마르크해

## 같이 보기
- 불침묘 샘